# Харківський автовокзал
Харківський автовокзал (Автостанція № 1) — центральна автостанція міста Харкова. Розташований в Основ'янському районі на Аерокосмічному проспекті, поруч зі станцією метро  «Левада» та залізничною станцією Харків-Левада.

## Історія
До 1957 року міжміські автобуси вирушали з Харкова з площі Тевелева (нині — майдан Конституції). Однак розташування вокзалу прямо в центрі міста було незручним, тому 24 березня 1954 року Харківським міськвиконкомом було ухвалено рішення № 318 про виділення ділянки землі на Зміївській вулиці (стара назва — Аерокосмічного проспекту), таким чином включивши будівництво автовокзалу в план реконструкції проспекту.
У 1958 році був відкритий автовокзал на Зміївській вулиці (нині — Аерокосмічний проспект) між майданом Героїв Небесної сотні (колишня — площа Руднєва) та перехрестям з Молочною вулицею (колишня — вулиця Кірова). Автор проєкту — архітектор Олексій Крикін. Автовокзал — триповерха будівля, яка побудована з використанням класичних архітектурних форм. Фасад — увігнутий дугоподібний, поділений пілястрами на три прольоти. Віконні прорізи між пілястрами виконані у вигляді арок. Біля автовокзалу облаштовані платформи для посадки пасажирів.
Станом на 1975 рік кількість маршрутів, що проходили через автовокзал, перевищила проєктну. Стала очевидною необхідність зведення нової будівлі. Наприкінці 1980-х пропонувалося декілька проєктів автовокзалу, проте жоден з них не був реалізований.
У 2006—2009 роках на автовокзалі була проведена реконструкція — покладена тротуарна плитка, облаштовані навіси, перенесено огорожу, відремонтована будівля та головний вхід до автовокзалу.
Перед проведенням в Харкові матчів Євро-2012 було ухвалено рішення про будівництво нового автовокзалу в районі міжнародного аеропорту «Харків», що дозволило б зменшити пасажиропотік на нинішньому вокзалі. Цей проєкт не був реалізований.

## Робота автовокзалу
Автовокзал працює цілодобово і обслуговує автобуси міжнародних, міжобласних та внутрішньообласних маршрутів. Щоденно з автовокзалу вирушає понад 160 автобусних рейсів.

## Основні напрямки
Міжнародний
- Вільнюс, Рига, Гданськ, Варшава, Краків, Кишинів тощо.

З початку російського вторгнення в Україну сполучення з РФ скасоване. До цього курсували автобуси у наступних напрямках:
- Курський (Курськ, Старий Оскол, Орел, Москва);
- Воронезький (Воронеж, Розсош);
- Ростовський (Ростов-на-Дону, Таганрог, Волгоград).

Міжобласні
- Полтавський (Полтава, Лубни, Миргород, Суми, Київ, Канів, Кропивницький, Кременчук, Чернігів);
- Дніпровський (Дніпро, Кам'янське, Кривий Ріг, Жовті Води, Марганець, Нікополь, Херсон, Миколаїв, Одеса; тимчасово скасовані автобусні рейси до Каховки, Нової Каховки, Скадовська);
- Запорізький (Запоріжжя; тимчасово скасовані рейси до Кам'янки-Дніпровської, Кирилівки, Мелітополя, Бердянська, Генічеська);
- Донецький (Костянтинівка, Краматорськ, Слов'янськ; тимчасово скасовані рейси до Маріуполя);
- Луганський (тимчасово скасовані рейси до Сєвєродонецька, Лисичанська, Рубіжного).

У зв'язку з російською збройною агресією проти України та анексією Криму тимчасово припинено автобусне сполучення з 27 грудня 2014 року з такими містами, як Донецьк, Чистякове, Луганськ, Довжанськ, Антрацит, Сорокине, Хрустальний, Дебальцеве, Сімферополь, Судак, Ялта тощо.
Внутрішньообласні
- Красноградське;
- Кегичівське;
- Ізюмське;
- Балаклійське.